# Rio Blackfoot (Montana)
O rio Blackfoot, é um rio pequeno de Blackfoot no estado estadunidense de Montana. O Rio Blackfoot começa em Lewis e Clark County no Continental Divide, 10 milhas (16 km) a nordeste da cidade de Lincoln (4536 pés, 1.382 m). As cabeceiras do rio estão entre Rogers Pass (5610 pés, 1710 m) para o norte e Stemple Pass (6376 pés, 1943 m) para o sul. Flui para o oeste através da cidade de Milltown e entra no rio Clark Fork cerca de cinco milhas (8 km) a leste da cidade de Missoula (3210 pés, 978 m).